# Berta Rahm
Berta Rahm (née le 4 octobre 1910 à Saint-Gall, décédée le 10 octobre 1998 à Neunkirch) est une architecte féministe suisse.

## Biographie
Berta Rahm naît au sein d'une famille protestante, de Hallau et se forme à l'architecture à l'École polytechnique fédérale de Zurich avec Otto Rudolf Salvisberg, et obtient son diplôme en 1934, à la suite de quoi elle effectue des voyages d'étude en Hollande et en Scandinavie. Elle travaille à Hallau, à Flims (chez Rudolf Olgiati) et à Zurich où elle se met à son compte en 1940. Influencée par l'architecture scandinave, elle construit des maisons de vacances (à Hohfluh, dans la commune de Hasliberg en 1940) et familiales, des pavillons d'exposition pour la SAFFA en 1958, et une ferme modèle à Hallau (1951). Membre de la Société suisse des ingénieurs et des architectes, de l'Union internationale des femmes architectes et de l'Alliance de sociétés féminines suisses, Berta Rahm abandonne la profession d'architecte en 1966 pour fonder la maison d'édition ALA Verlag (réimpression et diffusion d'ouvrages féministes).
Le pavillon Berta Rahm construit pour la SAFFA en 1958 est sauvé de la destruction en vue de la commémoration des 50 ans de l'obtention du droit de vote fédérale pour les femmes en Suisse en 2023,.